# Общество Данди
Общество Данди (англ. Dundee Society) — общество выпускников программы CA-400 (курса криптографии, разработанного Л. Калимахосом для сотрудников Агентства национальной безопасности, в который входила, в частности, знаменитая Зендийская задача). Общество было основано в середине 1950-х и действовало до выхода Ламброса Калимахоса на пенсию в 1976 году. Собрания общества проходили раз в год, и приём новых членов проводился после прохождения ими программы CA-400. Последний выпуск программы CA-400 в АНБ был в 1979 году.
Общество получило своё название от пустой банки из-под мармелада компании Данди, которая стояла на рабочем столе Калимахоса в качестве подставки для карандашей. Идея назвать общество «Данди» пришла Калимахосу, когда он планировал ланч для выпускников программы CA-400 студентов в офицерском клубе в Форт-Миде. Ввиду чрезвычайного режима секретности АНБ, он не мог оформить заявку на ланч открытым текстом и, заметив у себя на столе банку из-под мармелада, забронировал ланч для «Общества Данди». С тех пор вручение керамических банок из-под мармелада Данди выпускникам курса CA-400 стало частью церемонии вступления в общество Данди. Когда компания Данди стала выпускать мармелад в стеклянных банках вместо керамических, Калимахос не изменил традиции и по-прежнему вручал выпускникам керамические банки, которые впоследствии забирал обратно для проведения церемонии вступления в следующем году, при этом желающим сохранить свою банку на память рекомендовалось найти керамическую банку для общества самим.